# Federico Faggin
Federico Faggin (Vicenza, Italia; 1 de diciembre de 1941), es un ingeniero eléctrico y físico italiano nacionalizado estadounidense conocido por ser el diseñador del primer microprocesador comercial. En 1986 cofundó y dirigió Synaptics, una compañía que desarrolló los primeros touchpads y pantallas táctiles.

## Biografía

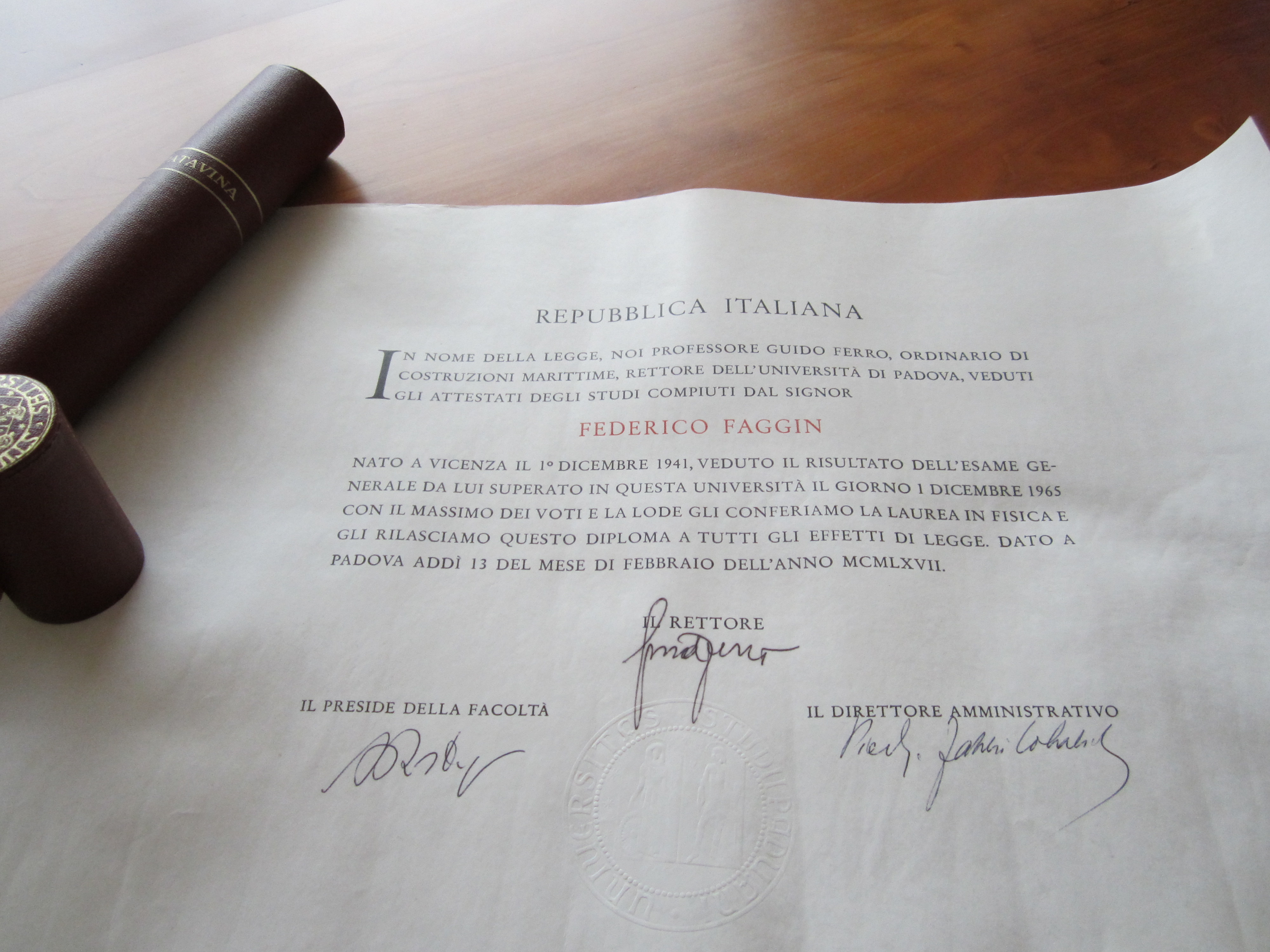
Imagen de la laurea de Federico Faggin otorgado por la Universidad de Padua. Nacido en Vicenza en 1941 y licenciado en Física summa cum laude en 1967

Nació en Vicenza y creció en un ambiente intelectual. Su padre, Giuseppe Faggin fue un erudito que escribió muchos libros académicos y tradujo, con comentarios, las Enéadas de Plotino del griego original al italiano moderno. Federico tuvo un gran interés en la tecnología desde una edad temprana. Asistió a una escuela secundaria técnica en Vicenza, el Instituto Técnico Alessandro Rossi consiguiendo la calificación más alta del colegio. Más tarde obtuvo un laurea en física, summa cum laude, de la Universidad de Padua.

## En Olivetti
En 1960 comienza a trabajar para Olivetti como ingeniero asistente en el laboratorio de investigación y desarrollo en Borgolombardo (Milán, Italia) donde codiseñó y dirigió un equipo de cuatro técnicos que, con éxito, construyeron una computadora electrónica experimental con 4K palabras de memoria magnética.
Universidad de Padua, Italia, 1965-1966. Profesor Asistente.
Dejó Olivetti para estudiar física en la Universidad de Padua, Italia. Tras terminar, con sobresaliente summa cum laude, pasó a ser profesor asistente, enseñando laboratorios de electrónica los cursos más avanzados y continuando su investigación en flying-spot scanners, el tema de su tesis.

### Fairchild
SGS-Fairchild (ahora STMicroelectronics), Agrate Brianza (Milán), Italia, 1967-1968. Líder de Grupo. Desarrolló el primer proceso tecnológico MOS (Metal Oxide Semiconductor) de la empresa que permitió la fabricación de los primeros microprocesadores y memorias dinámicas EPROM y RAM y sensores CCD, los elementos esenciales para la digitalización de la información. y los dos primeros circuitos integrados comerciales con esta tecnología.

### 1968–1970
Laboratorios de Investigación y Desarrollo en Fairchild Semiconductors, Palo Alto, California, 1968-1970. Líder de proyecto (1968-1969, Palo Alto, California: Líder de grupo (1969-1970). Co-inventó y dirigió el desarrollo de la tecnología MOS con puerta de silicio original, el primer proceso tecnológico en el mundo de fabricación de circuitos integrados MOS auto-alineados. Diseñó y produjo el primer circuito integrado comercial en el mundo, usando la tecnología de puerta de silicio: el multiplexor analógico de 8 bits con lógica decodificadora Fairchild 3708. Desarrolló procesos de canal-P y canal-N y trabajó con procesos avanzados CMOS y BiCMOS. La tecnología de puerta de silicio hizo possible LSI y VLSI, permitiendo por primera vez fabricar a gran escala circuitos integrados de alta velocidad, bajo coste y fiables. También hizo posible dos años más tarde la creación de memorias semiconductoras, incluyendo memorias no volátiles, y el primer microprocesador. Hoy en día, más del 90% de los circuitos integrados producidos mundialmente todavía tienen transistores construidos con la tecnología MOS de puerta de silicio de estructura original.

### 1970–1974

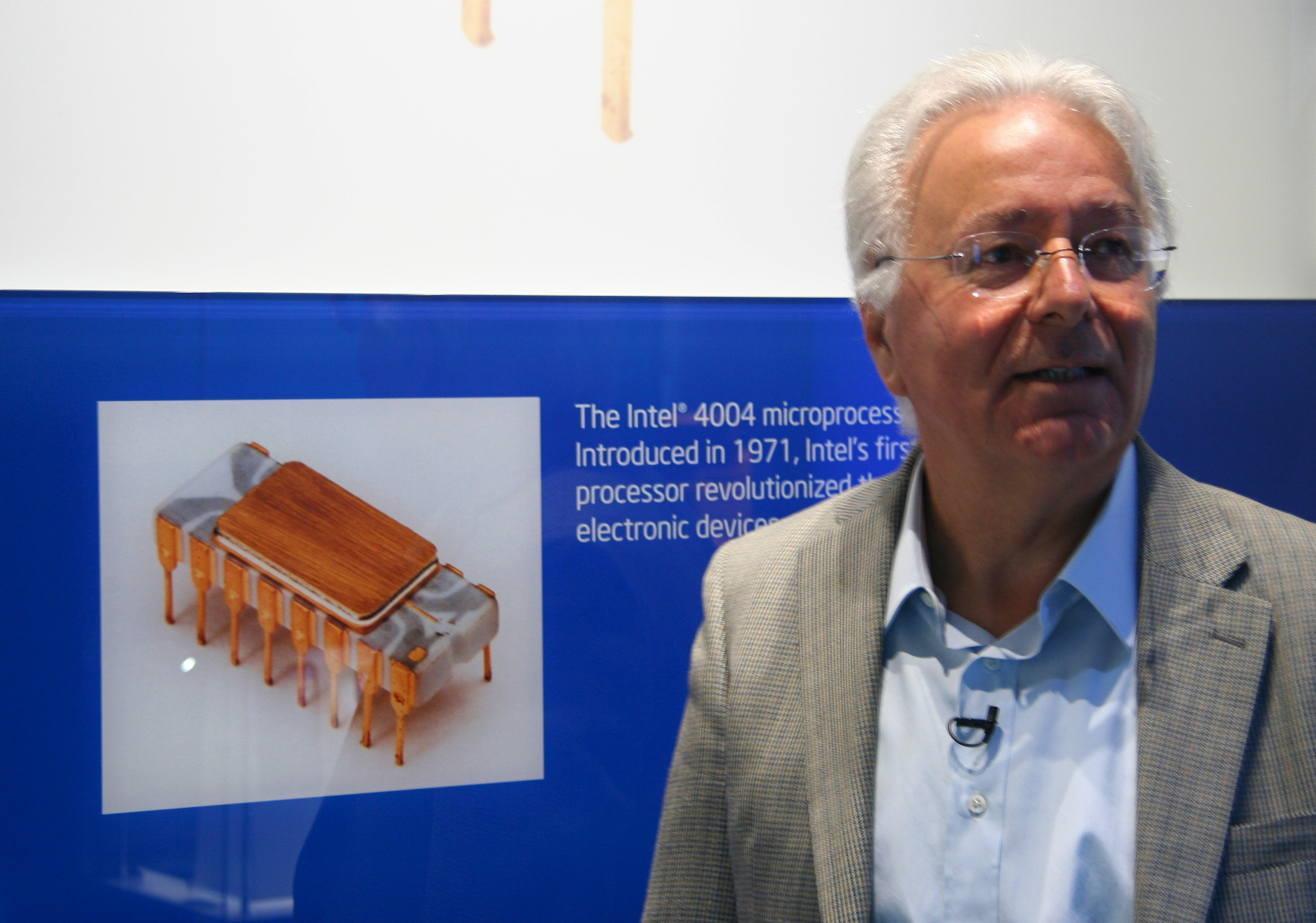
Visita en 2011 de Federico Faggin a la sede principal de Intel.

Intel Corp., Santa Clara, California: Líder de proyecto (1970-1973); Gerente en el Departamento de Investigación y Desarrollo (1973-1974). Durante el periodo 1970-1971, Faggin dirigió el diseño del primer microprocesador del mundo -el 4004 con CPU de 4 bits- y otros tres circuitos que lo acompañaban (4001,4002, 4003). Durante 1971-1972, dirigió un equipo que diseñó el primer microprocesador del mundo de 8 bits el 8008. Inventó, diseñó la arquitectura, y supervisó el diseño del 8080, el primer microprocesador de 8 bits de alta funcionalidad, el cual tuvo un gran éxito (1972-’74). En 1973 Faggin se convirtió en el mánager a cargo de toda la actividad de diseño de circuitos integrados MOS (con excepción de las RAMs dinámicas). Más de 25 circuitos comerciales integrados se desarrollaron bajo el liderazgo de Faggin, incluyendo el 2102A, la primera RAM estática de alta velocidad, a 5V y con 1024 bits de resolución.

### 1974–1980
ZiLOG, Inc., San José, California: Cofundador, Presidente y CEO. Concibió el microcontrolador Z8; inventó, diseñó la arquitectura y supervisó el desarrollo del microprocesador Z80 y su familia de periféricos inteligentes. Presentado en 1976, el Z80 se convirtió en el microprocesador de 8 bits de mayor éxito nunca producido; aún en 2009 se fabrica en grandes volúmenes (más de dos billones de unidades se han producido hasta hoy en día), utilizado en gran parte de los primeros ordenadores personales, y usados en miles de diferentes aplicaciones. El Z8, introducido en 1978, también tuvo mucho éxito, y todavía hoy se produce. Faggin dirigió la compañía que durante muchos años marcó el ritmo de la tecnología de microprocesadores.

### 1982–1986
Cygnet Technologies, Inc., Sunnyvale, California: Cofundador, Presidente y CEO. Inventó el Communication CoSystem, un periférico inteligente del ordenador personal para voz y datos. El CoSystem, introducido en 1984, fue el mayor avance tecnológico en el entonces campo emergente de comunicaciones personales. La compañía fue adquirida por Everex, Inc. en 1986.

### 1986–2003
Synaptics, Inc., San José, California: Cofundador, Presidente y CEO desde sus comienzos hasta enero de 1999. Chairman Emérito del Consejo Directivo desde octubre de 2008. Synaptics es una compañía pública (símbolo NASDAQ: SYNA) que se dedica al diseño, fabricación y venta de tecnologías innovativas relacionadas tanto con human interface, como productos que usan redes neuronales y tecnologías de señal mixta. Con más the 100 patentes en reconocimiento de patrones, sistemas de sensores ycircuitos analógicos adaptativos, Synaptics creó en 1991 el primer circuito óptico integrado the reconocimiento de patrones, combinando un área imager y dos redes neuronales analógicas en el mismo chip. Productos de Synaptics incluyen el TouchPad, en la actualidad usado como puntero en casi todos los ordenadores portátiles; el TouchStyk, un pequeño bastón puntero en los ordenadores portátiles; el Touchscreen, un sensor capacitivo para pantallas LCD que en la actualidad se usa en teléfonos móviles inteligentes; y el programa de reconocimiento de escritura para inglés y chino. El TouchPad, se introdujo por primera vez en 1994, teniendo un gran éxito con más de 250 millones de unidades vendidas en 2008.

### 2003–2008
Foveon, Inc., Santa Clara, California: Presidente y CEO. Foveon fue fundada por Carver Mead en 1997 como una inversión conjunta de National Semiconductor y Synaptics, para desarrollar sistemas de sensores de imágenes avanzados con tecnología CMOS. Faggin fue miembro del consejo directivo desde el comienzo, convirtiéndose en Presidente y CEO en agosto de 2003. Foveon ha desarrollado una tecnología CMOS innovativa para la captura de imágenes digitales, siendo capaz de sensar los tres colores primarios en cada pixel de la imagen. Foveon fue adquirida por la compañía japonesa Sigma Corporation en noviembre de 2008.

### 2011–presente
En 2011 junto a su esposa crean la Fundación Federico y Elvia Faggin, sin fines de lucro, para incentivar la investigación teórica y experimental y actualmente dedica su tiempo completo a esta causa.

## Premios y honores

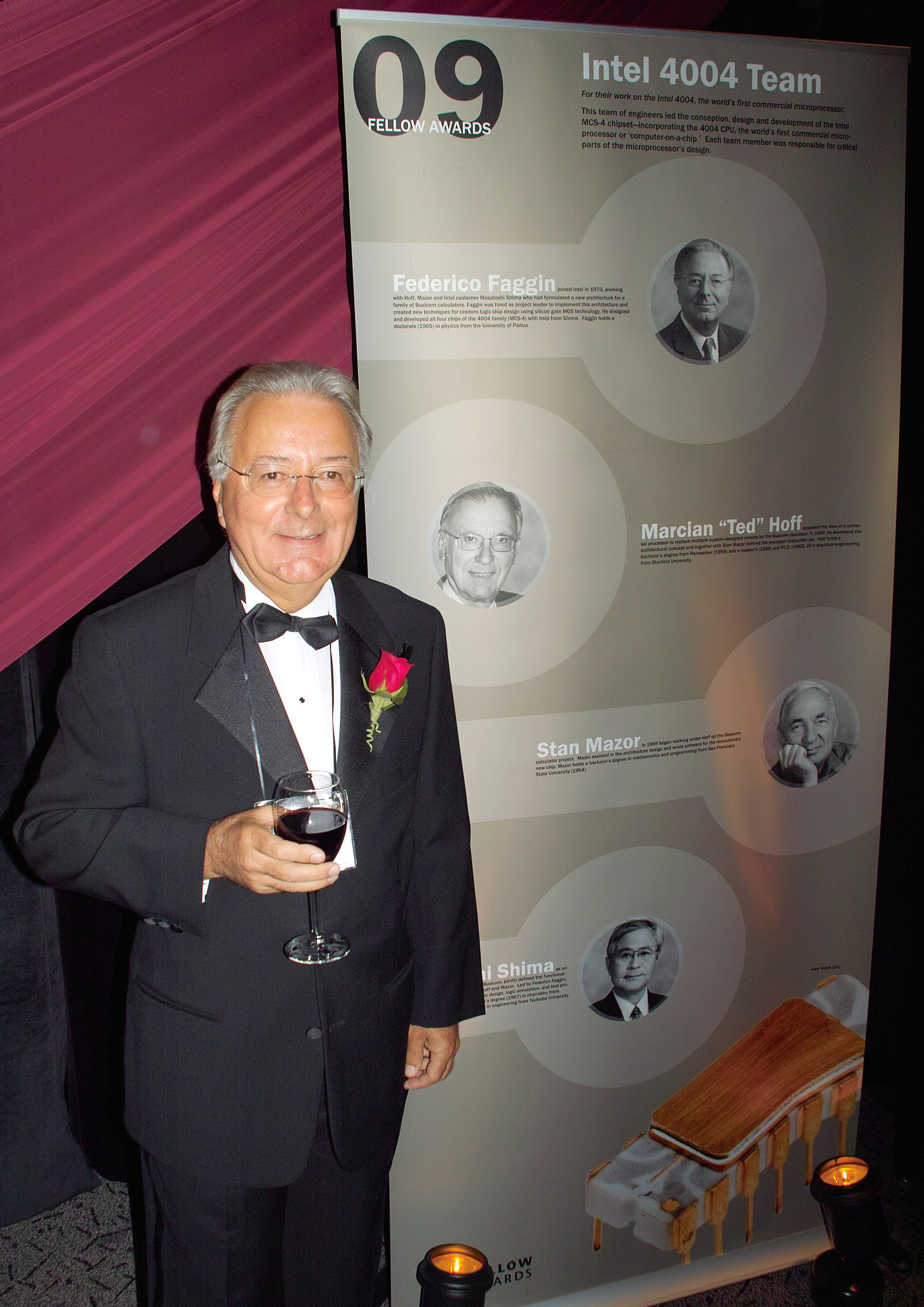
Federico Faggin en 2009 cuando fue reconocido y adicionado su trabajo en el Museo Histórico de Ordenadores

Faggin ha recibido más de 25 premios y honores nacionales e internacionales. Los más importantes aparecen listados a continuación:
- Premio Internacional Marconi Fellowship por sus contribuciones al nacimiento del microprocesador (1998);
- Medalla de Oro de la Ciencia y Tecnología de CNR (Centro Nacional de Investigación de Italia) (1988);
- Premio IEEE W. Wallace McDowell (1994) "por el desarrollo de la primera tecnología de puerta de silicio y por el primer microprocesador del mundo"
- Admitido en el National Inventors’ Hall of Fame en Akron, Ohio, EE. UU. (1996);
- Premio Kioto de Tecnología Avanzada (1997);
- Premio Robert N. Noyce de la Semiconductor Industry Association (2000);
- Premios por los logros de toda una vida de la European Patent Organization, Bruselas (2006);
- Doctor honoris causa en Informática e Ingeniería Electrónica en varias universidades (Milán en 1994, Roma Tor Vergata en 2002, Pavía en 2007, Palermo en 2008, Verona en 2009);
- Medalla Nacional de Tecnología e Innovación de los EE. UU. (2009), presentada en noviembre de 2010[13]
- "2011 George R. Stibitz Lifetime Achievement Award", del "American Computer Museum" (Bozeman-Montana) presentado a Federico Faggin: "Por sus contribuciones fundamentales para el desarrollo del mundo moderno y tecnológico, incluida la tecnología MOS de puerta de silicio que condujo a la realización del primer microprocesador del mundo en 1971."